# أحمد ماهر (ناشط سياسي)
أحمد ماهر (2 ديسمبر 1980-)، هو مهندس مدني مصري والمنسق العام والمؤسس لحركة شباب 6 أبريل.

## نبذة
ولد في الإسكندرية 1980.
شارك أحمد ماهر -وهو أحد أشهر الناشطين الشباب في مصر- في تجميع المصريين الشباب المنخرطين سياسيًا والتواصل من خلال مهارته في استخدام الشبكات الاجتماعية على غرار فيسبوك ويوتيوب وفليكر وتويتر.
شارك ماهر في إنشاء مجموعة “شباب 6 أبريل” على موقع فيسبوك، وهي حملة ناشطة أطلقت في أبريل 2008 تضامنًا مع إضرابات العمال في المحلة الكبرى. سرعان ما نمت المجموعة لتضم أكثر من 70 ألف منتسب، وبرز ماهر كأحد أبرز منظمي الإضراب العام الأول الذي شهدته مصر. منذ أبريل 2008، حاول ماهر تنظيم تظاهرات عدّة إلا أن جهوده لم تُثمر بسبب تدخل قوى الأمن إضافةً إلى الانقسام الداخلي ضمن حركة شباب 6 أبريل وتراجع عدد الأعضاء فيها. أدى ماهر لاحقا دورًا في تنظيم تظاهرة في يونيو 2010 للتضامن مع خالد سعيد، وهو المواطن الشاب من الإسكندرية الذي قتلته الشرطة المصرية. في عام 2010 م أعرب ماهر عن دعمه لمحمد البرادعي واحتمال ترشحه للانتخابات الرئاسية.
اضطّلعت حركة 6 أبريل بدور بارز في تنظيم “يوم الغضب” في يناير 2011، الذي تحوّل إلى انتفاضة كاملة. بعد الخطاب الذي ألقاه حسني مبارك في يناير، قال ماهر إنه يحمّل مبارك شخصيًا مسؤولية الجرائم كافة بحقّ المحتجين، ودعا الشعب إلى مواصلة احتجاجه. ثم انضمّ وأفراد حركة 6 أبريل إلى منظمات شبابية أخرى، مطلقين على أنفسهم تسمية “تحالف انتفاضة الشباب الغاضب”، ورافضين التفاوض مع النظام قبل سقوط مبارك.
في أغسطس 2011 م وبعد ثورة 25 يناير حدث خلاف داخل مجموعة 6 إبريل نشأ عنه انفصال مجموعة منهم واتخذوا لأنفسهم اسم "6 إبريل الجبهة الديمقراطية"، ذلك الانفصال الذي لم يعترف به أحمد ماهر.
وبعد الانقلاب العسكري الذي حدث في مصر 2013 م تم القبض على ماهر ومحاكمته والحكم بسجنه بتهمة مخالفة قانون التظاهر، وتم إطلاق سراحه بتاريخ 5 يناير 2017، بعد أن أكمل ثلاث سنوات بالسجن لإدانته بانتهاك قانون التظاهر، غير أنه يتعين على ماهر إثبات حضوره يوميًا لدى أحد أقسام الشرطة في شرق القاهرة لمدة ثلاث سنوات أخرى حسب نص الحكم.